# Catocala melanotica
Catocala melanotica är en fjärilsart som beskrevs av Reiff 1916. Catocala melanotica ingår i släktet Catocala och familjen nattflyn. Inga underarter finns listade i Catalogue of Life.